# 特雷布涅
特雷布涅是斯洛文尼亞东南部特雷布涅市鎮的城镇及行政中心。城镇面积为4.1平方公里，2012年人口数量为3,478人。

## 外部連結
- 特雷布涅市鎮官方网站 （页面存档备份，存于） （斯洛文尼亚文）
- Trebnje on Geopedia （页面存档备份，存于）